# Garmsir (huyện)
Garmser là một huyện thuộc tỉnh Helmand, Afghanistan. Dân số thời điểm năm 1999 là 72,835 người.